# Yolanda van Gelre

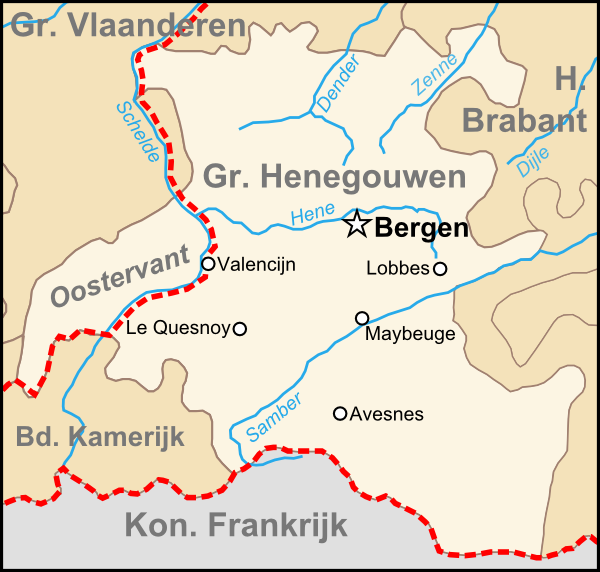
Het Graafschap Henegouwen in de late 14e eeuw

Yolanda van Gelre, ook wel Yolanthe van Gelre en Yolanda van Wassenberg (rond 1090 - 1131), was gravin van Dodewaard en Dale, gravin van Oosterbant en gravin van Henegouwen.

## Leven
Yolanda werd als de dochter van Gerard IV, graaf van Wassenberg en eerste graaf van Gelre (ca. 1060-1129) geboren. 
Haar moeder was volgens sommige bronnen Clementia van Poitiers of een verder onbekende vrouw  van haar vader.
Yolanda had nog een broer Gerard (ca. 1090-1131) en een zuster Jutta (ca. 1090-1151). Soms is er nog sprake van een verdere zuster Adelheid, maar dat is onzeker. Haar zuster Jutta van Wassenberg trouwde in 1110 met Walram I 'Paganus' van Limburg (-1139) en haar broer Gerard, bijgenaamd "de Lange", werd later graaf Gerard II van Gelre. Hij trouwde met Irmingard van Zutphen.
Yolanda trouwde rond 1107 met Boudewijn III van Henegouwen. Zij kregen de volgende kinderen:
- Boudewijn
- Gerard (ovl. 1166), gehuwd met Hedwig, erfdochter van Herman van Kalvelage voor het graafschap Dale
- Yolande, gehuwd met Gerard van Créquy en Fressin
- Gertrude, gehuwd met Rogier van Tosny, zoon van Rudolf van Tosny en Adelisa (dochter van Waltheof II van Northumbria)
- Richilde, gehuwd met Everhard, burggraaf van Doornik

Toen Boudewijn in 1120 overleed waren hun vier kinderen nog minderjarig. Yolanda was regent tot 1127 voor haar oudste zoon Boudewijn. 
Twee jaar naar de dood van Boudewijn III trouwde de weduwe Yolanda rond 1122 met Godfried van Bouchain, graaf van Oosterbant, burggraaf van Valenciennes. Samen hadden ze twee kinderen: Godfried, die later ook burggraaf van Valenciennes werd en Bertha, die eerst met Otto II van Duras trouwde en later met Guy van St-Aubert.
In het jaar 1131, negen jaar naar haar huwelijk met Godfried, is Yolanda op middelbare leeftijd overleden. Zij is begraven in Bergen (België).